# 17002 Kouzel
17002 Kouzel è un asteroide della fascia principale. Scoperto nel 1999, presenta un'orbita caratterizzata da un semiasse maggiore pari a 2,4082753 UA e da un'eccentricità di 0,1379274, inclinata di 3,45366° rispetto all'eclittica.